# Голубянка аргирогномон
Голубянка аргирогномон (лат. Plebejus argyrognomon) — вид бабочек из семейства голубянки.

## Этимология названия

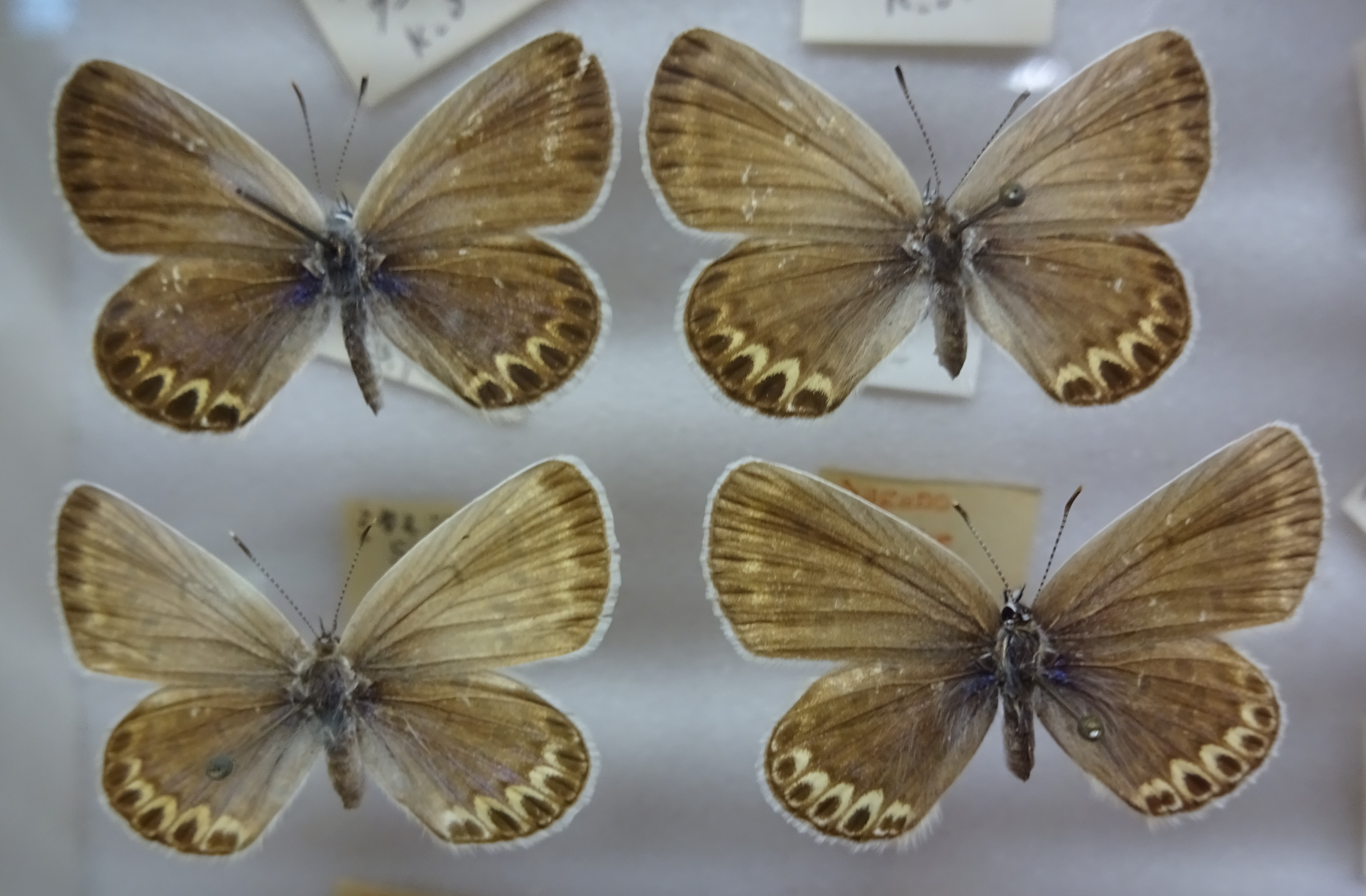
Самки

Argyrognomon (с латинского) — серебряный указатель на солнечных часах.

## Описание
Длина переднего крыла 14 — 16 мм. Размах крыльев до 30 мм. Самки на верхней стороне крыльев нередко бывают с голубым напылением. У самцов серебристые чешуйки в центре маргинальных черных точек в передней части крыла иногда отсутствуют, и тогда остается только лишь одно глазчатое пятно в ячейке Сu1-Cu2. Мелкие самцы внешним видом часто очень похожи с Plebejus idas (Linnaeus, 1761)

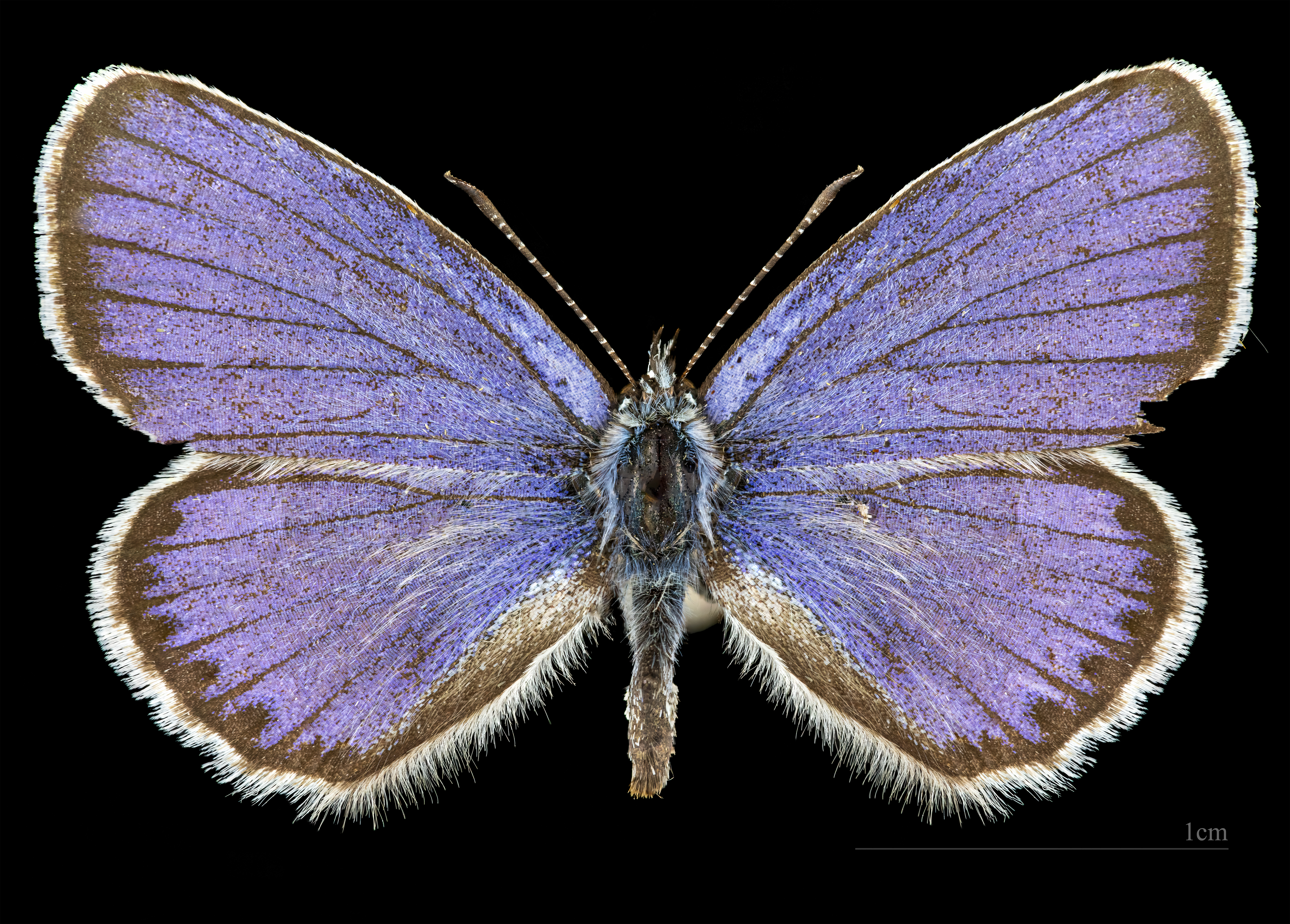
Plebejus a. argyrognomon ♂
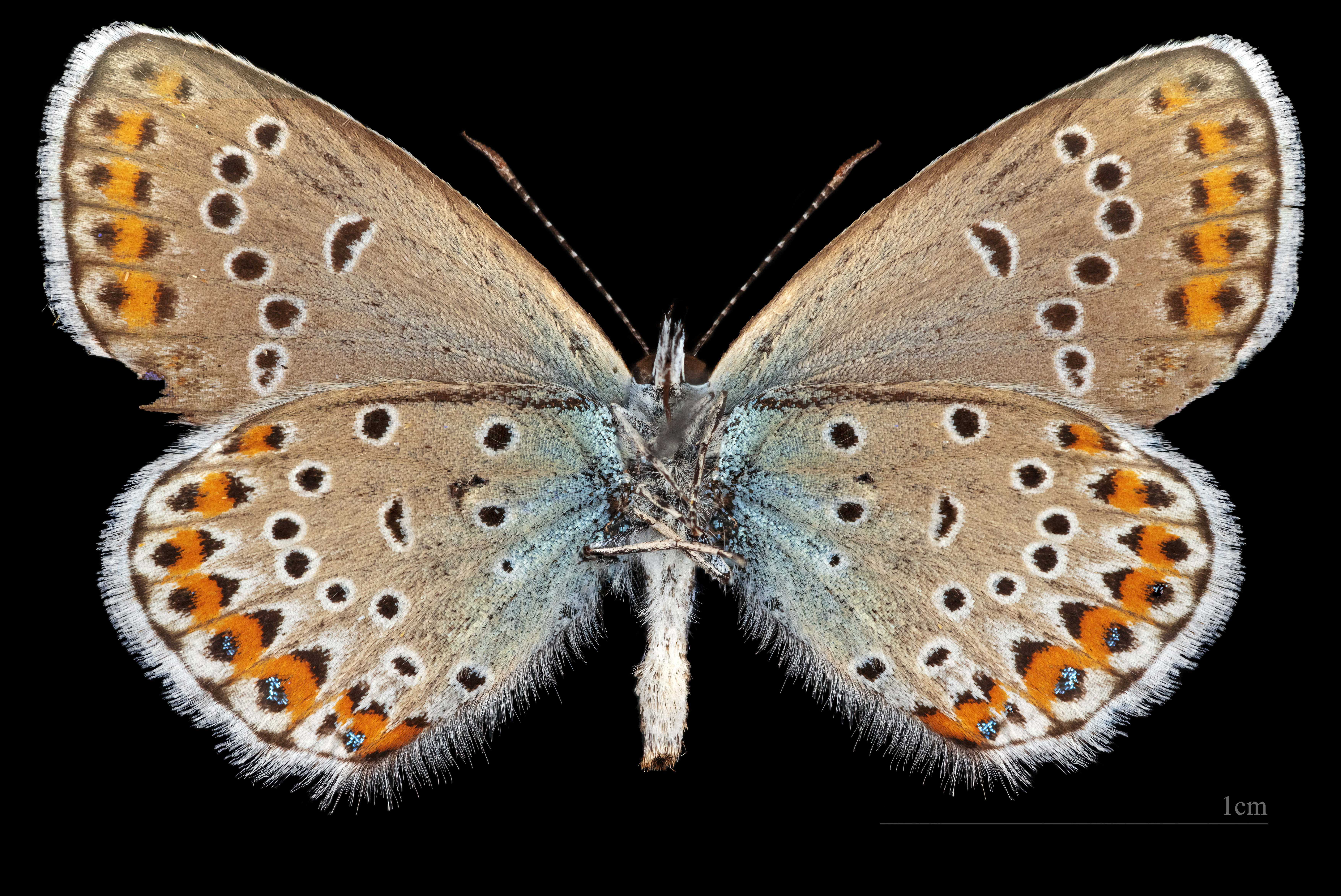
♂ △
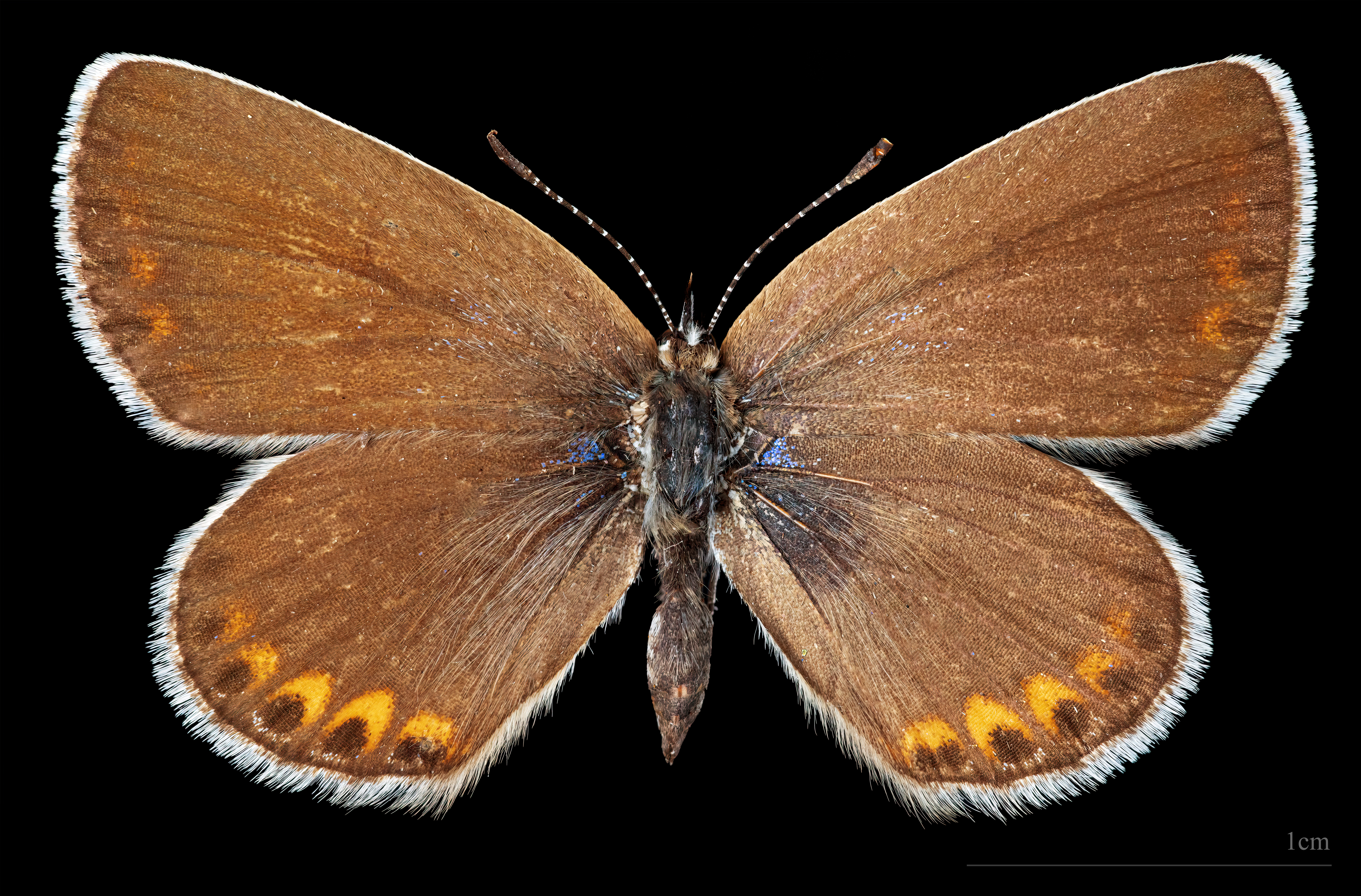
♀
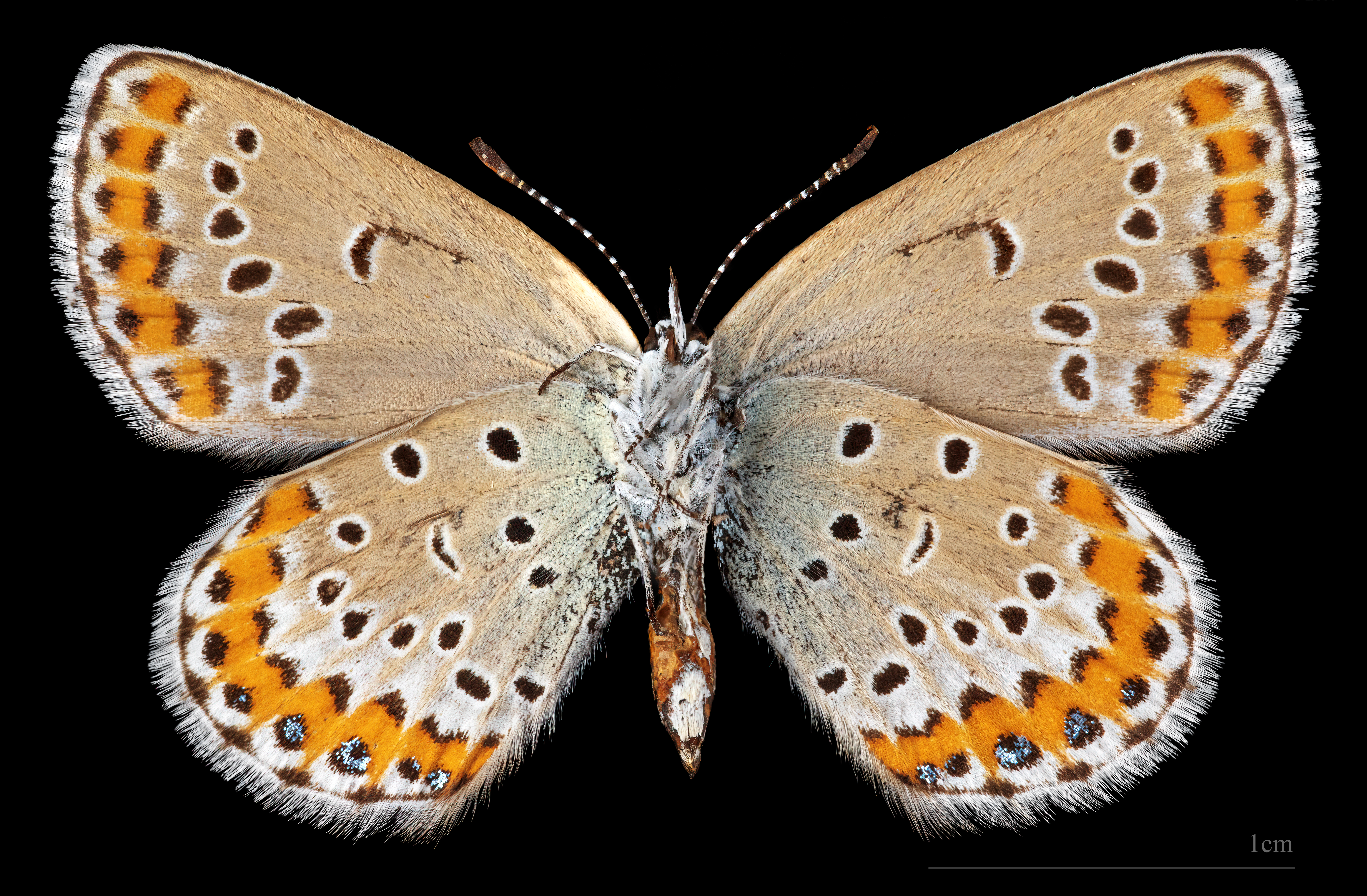
♀ △

## Ареал и места обитания

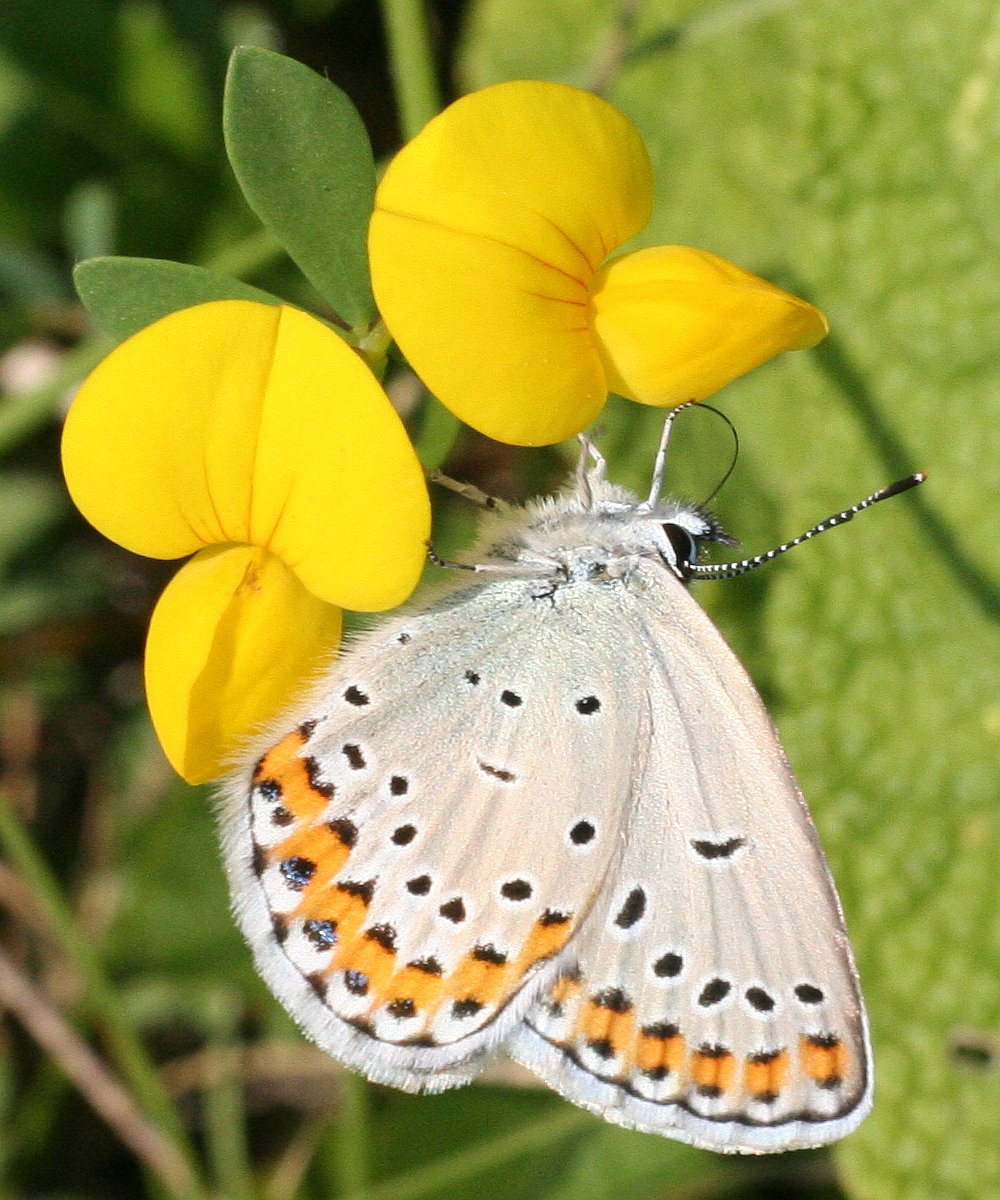

Ареал вида охватывает умеренный пояс Евразии.
В Восточной Европе вид распространен на всей территории региона, кроме севера, но везде является довольно локальным. Северная граница ареала проходит по териртории Латвии, а в России — по югу республики Коми, Кировской области и Удмуртии. Редкий вид на северо-востоке региона, в Польше и Литве. Наиболее часто встречается в степной части юго-востока европейской России. Нередко, но локально обитает на Украине и Западном Кавказе. Известен из Крыма лишь по нескольким находкам с яйлы.
Бабочки населяют разнообразные биотопы, но чаще обитают сухих местах — степях, на сухих остепненных лугах, известняковых и меловых выходах, среди редколесья. В средней полосе бабочки обитают на лугах различных типов, опушках смешанных лесов, песчаных карьерах, антропогенных биотопах. В Карпатах поднимается в горы на высотах до 800 м над ур. м. На Кавказе населяет горные луга и склоны с участками степной растительности, кустарниками и редколесьями на высотах до 1500 м н ур.м.

## Биология
На большей части территории Восточной Европы за год развивается в двух поколениях; на Кавказе — два-три поколения. Время лёта длится практически непрерывно с середины мая по начало сентября, а в годы с теплой осенью — до конца октября.
Самки откладывают яйца поштучно на кормовые растения гусениц — такие бобовые растения, как: астрагал, астрагал солотколистный, вязель разноцветный, донник лекарственный, секуригера изменчивая, лядвенец, люцерна, эспарцет. Цвет яйца белый с зеленоватым оттенком. Зимуют яйца или гусеницы первого возраста. Гусеницы проходят 4 возраста, являются мирмекофилами и контактирует с муравьями Lasius niger, Lasius alienus, Myrmica scabrinodis, Myrmica sabuleti, Camponotus vagus. Окукливается на листьях или на соцветии в специально сплетенном коконе, часто в гнёздах муравьев. Куколка удлиненной формы, блестящая, зеленого цвета, с тёмной спинной полоской.